# فسفاتیدیل‌اینوزیتول
فسفاتیدیل‌اینوزیتول (به انگلیسی: Phosphatidylinositol) با فرمول شیمیایی C۴۷H۸۳O۱۳P یک فسفولیپید غشایی است که جرم مولی آن ۸۸۶٫۵۶ g/mol می‌باشد.

## عملکرد
فسفاتیدیل‌اینوزیتول یکی از فسفولیپیدهای روی غشای سلول است و به عنوان پیامبر ثانویه عمل می‌کند. پیامبر ثانویه در اثر اتصال هورمون به غشا به وجود می‌آید و عملی را در سلول انجام می‌دهد.
قسمت اینوزیتول این فسفولیپید با اتصال به سه فسفات آزاد می‌شود و دی اسیل گلیسرولش یا دو اسید چرب رها می‌شوند و آن‌ها هم در مکانیسم دیگری شرکت می‌کنند.
اینوزیتول تری‌فسفات تولید شده با اثر بر شبکه آندوپلاسمی موجب آزاد شدن کلسیم می‌شود پس غشا دپلاریزه می‌شود. این عمل در ماهیچه‌های صاف رگ‌های خونی صورت می‌گیرد.
در دستگاه عصبی مرکزی هم با بستن کانال‌های کا مثبت اثر می‌کند.

## تولید PIP3
فسفاتیدیل‌اینوزیتول ۳َ کینازها خانواده‌ای از لیپید کینازها را تشکیل می‌دهند که باعث فسفریلاسیون گروه -OH3َ حلقه فسفاتیدیل اینوزیتول می‌گردند که به عنوان پیامبر ثانویه در رشد سلول به حساب می‌آید.
مسیر انتقال پیام فسفاتیدیل‌اینوزیتول ۳َ کیناز (PI3K) فرایندهای مختلف سلولی شامل: تکثیر سلولی، تمایز، مهاجرت، متابولیسم انسولین و آپوپتوز را کنترل می‌نماید. PI3K فعال شده فسفاتیدیل اینوزیتول (۴٬۵) بیس فسفات را فسفریله و به فسفاتیدیل اینوزیتول ۳ و ۴ و ۵  تری فسفات (PIP3) تبدیل می‌کند.

## نگارخانه